# Den store Bastian
Den store Bastian er en børnebog skrevet og tegnet af en tysk børnelæge fra Frankfurt am Main, Heinrich Hoffmann, i 1845. Bogen indeholder en samling børnevers og -rim, som skal lære børn, hvor dårligt det går den, der ikke opfører sig ordentligt. 
Det er en af de mest kendte tyske børnebøger. Den tyske originaltitel er Struwwelpeter (Snaske-Peter, en dreng der ikke soignerer sig). Den første danske udgave udkom i 1847 med titlen Vær lydig, eller lystige Historier og moersomme Billeder for Börn imellem 3-6 Aar, først i 1867 udkom bogen med titlen Den store Bastian. 
Det samlede oplagstal for bogen er i dag på ca. 250.000 eksemplarer, den sidste nye var 4. udgave som udkom i første oplag i 2008 på forlaget Lindhardt og Ringhof.